# Fort San Lorenzo

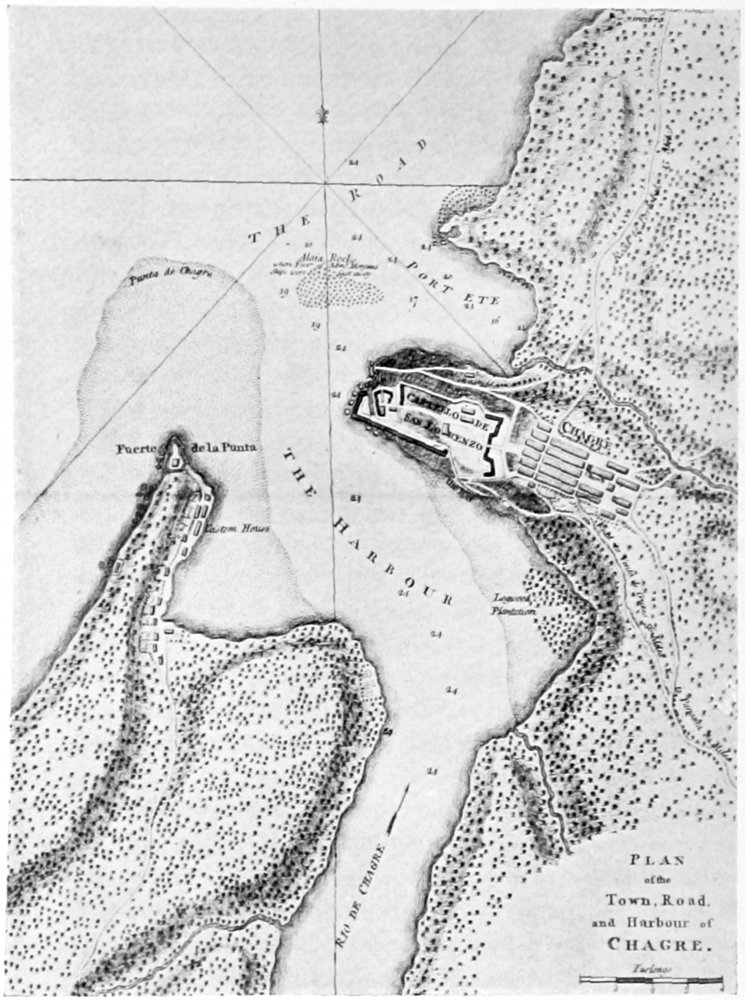
Fort San Lorenzo aan monding Chagres omstreeks 1739

Het Fort San Lorenzo is gelegen in centraal Panama waar de rivier de Chagres in de Caraïbische Zee stroomt. Het fort maakte deel uit van de Spaanse verdedigingswerken in het land. Het is een goed voorbeeld van Spaanse militaire architectuur uit de 17e en 18e eeuw. Het fort staat onder bescherming van de UNESCO en is te bezoeken.

## Inleiding
Sinds de Spaanse kolonisatie van Zuid-Amerika was al sprake van druk verkeer door de Panamese oerwouden. Zilver en andere edelmetalen werden vanuit Peru aangevoerd naar Panama-Stad en per karavaan over land vervoerd naar Portobelo of naar Fort San Lorenzo aan de monding van de Chagres aan de Atlantische kust. Over de Camino Real werden ook goederen vervoerd van Europa naar de Spaanse koloniën. De route naar Fort San Lorenzo liep deels via de rivier de Chagres.

## Geschiedenis
Op de huidige plaats van het nog bestaande stenen fort hebben nog twee oudere versies gestaan. Het eerste was gemaakt van hout en was een van de eerste forten die in Zuid-Amerika zijn gebouwd onder het bewind van Filips II van Spanje die tussen 1566 en 1598 regeerde. De Chagres was een belangrijke transportroute en het eerste fort werd omstreeks 1575 opgericht.
Boekanier Henry Morgan stuurde eind 1670 Joseph Bradley, een ondercommandant, met een deel van zijn vloot naar de monding van de Chagres om het fort te veroveren en daarmee de toegang tot Panama-Stad open te leggen. Op 6 januari 1671 begon de aanval; na drie dagen hard vechten vatte een dak van een van de gebouwen binnen het fort vlam. Hieronder lag buskruit opgeslagen en een grote explosie volgde. De verdediging zakte in en het fort viel in handen van de boekaniers. Onder de bemanning van het fort waren veel slachtoffers, slechts 30 personen konden nog staan van de in totaal 350 verdedigers.
Onder de aanvallers waren ook veel slachtoffers, maar de weg naar Panama-Stad lag open. Vijf dagen na de val van Fort San Lorenzo arriveerde ook Henry Morgan. Hij liet 300 mannen achter om het fort, en daarmee zijn vluchtweg, te verdedigen terwijl hij en 1.400 mannen stroomopwaarts de Chagres opvoer om Panama-Stad te plunderen. Bij zijn terugkeer voer Henry Morgan terug Jamaica, maar niet voordat hij het fort volledig in de as had gelegd.
De strategische ligging van het fort was niet verminderd en de Spanjaarden bouwden een nieuw fort op dezelfde plaats. In 1740 trok het fort de aandacht van de Engelse admiraal Edward Vernon. Vernon arriveerde met zijn vloot van zes schepen op 22 maart 1740 voor de kust van het fort. Vernon had reeds de Portobelo aangevallen en beval zijn schepen het fort onder vuur te nemen. Twee dagen later, op 24 maart, gaf de Spaanse commandant van het fort, Don Juan Carlos Jutierrez Zavalles, zich over. De buit werd in de schepen geladen en de lege gebouwen in brand gestoken. Op de 29e liet Vernon het hoofdgebouw opblazen en vertrok vervolgens naar Portobelo waar hij op 1 april arriveerde.
In 1761 herbouwden de Spanjaarden het fort voor de derde maal, hiervan zijn de resten nog te zien. Er waren geen verdere aanvallen meer op het fort. In 1821 werd Panama onafhankelijk en trok Spanje zich terug. Het fort werd aanvankelijk nog gebruikt als gevangenis. Het strategische en economische belang nam verder af na de bouw van de Panamaspoorweg welke in 1852 in gebruik werd genomen. Deze begon circa 10 kilometer ten westen van Fort San Lorenzo, bij Colón, en het verving de Chagres als transportroute.

## Huidige situatie
In 1980 is het fort, en de forten van Portobelo, toegevoegd op de UNESCO werelderfgoedlijst. De verzameling van verdedigingswerken in deze streek geven een goed beeld van de Spaanse militaire architectuur van de 17e en 18e eeuw.